# Kisato Nakamura
Kisato Nakamura (中村 妃智, Nakamura Kisato), née le 7 janvier 1993, est une coureuse cycliste japonaise, spécialiste de la piste. Elle est championne d'Asie de la course aux points en 2014, de l'américaine et de la poursuite par équipes en 2018. Lors des championnats d'Asie de 2018, elle a battu avec l'équipe japonaise le record d'Asie de poursuite par équipes sur 4 000 mètres, en 4 min 22 s 138. Elle met un terme à sa carrière à l'issue de la saison 2021, à 28 ans.

## Palmarès

### Jeux olympiques
- Tokyo 2020
  - 13e de la course à l'américaine

### Championnats du monde
- Londres 2016
  - 13e de la poursuite par équipes
- Hong Kong 2017
  - 11e de la poursuite par équipes
- Apeldoorn 2018
  - 9e de la poursuite par équipes

### Coupe des nations
- 2021
  - 1re de l'américaine à Hong Kong (avec Yūmi Kajihara)

### Championnats d'Asie
- Astana 2014
  -  Championne d'Asie de la course aux points
- Nakhon Ratchasima 2015
  -  Médaillée de bronze de la poursuite par équipes
- Izu 2016
  -  Médaillée d'argent de la poursuite par équipes
- Nilai 2018
  -  Championne d'Asie de l'américaine (avec Yumi Kajihara)
  -  Championne d'Asie de la poursuite par équipes (avec Yuya Hashimoto, Kie Furuyama et Yumi Kajihara)
- Jakarta 2019
  -  Médaillée d'argent de la poursuite par équipes
- Jincheon 2020
  -  Médaillée de bronze de la poursuite par équipes

### Jeux asiatiques
- 2018
  -  Médaillée de bronze de la poursuite par équipes

### Championnats nationaux
- Championne du Japon de poursuite par équipes en 2017 (avec Nao Suzuki, Yumi Kajihara et Kie Furuyama)